# Мария Сибила фон Насау-Саарбрюкен
Мария Сибила фон Насау-Саарбрюкен (на немски: Maria Sibila von Nassau-Sarrebrücken; * 6 октомври 1628, Отвайлер; † 9 април 1699, Барнтруп) е графиня от Насау-Саарбрюкен и чрез женитба херцогиня на Шлезвиг-Холщайн-Зондербург-Бек.

## Произход
Тя е дъщеря на граф Вилхелм Лудвиг фон Насау-Саарбрюкен (1590 – 1640) и маркграфиня Анна Амалия фон Баден-Дурлах (1595 – 1651), дъщеря на маркграф Георг Фридрих фон Баден-Дурлах.

## Фамилия
Мария Сибила се омъжва на 12 април 1651 г. в Бек до Льоне за херцог Август Филип фон Шлезвиг-Холщайн-Зондербург-Бек (1612 – 1675). Тя е третата му съпруга. Те имат децата:
- Август (1652 – 1689), херцог на Шлезвиг-Холщайн-Зондербург-Бек, генералмайор в Бранденбург, женен 1676 за графиня Хедвиг Луиза фон Липе-Алвердисен (1650 – 1731), дъщеря на граф Филип I фон Шаумбург-Липе
- Доротея Амалия (1656 – 1739), омъжена за граф Филип Ернст фон Липе-Алвердисен (1659 – 1723), син на Филип I фон Шаумбург-Липе
- София Елизабет (1658 – 1724)
- Вилхелмина Августа (1659 – като дете)
- Луиза Клара (1662 – 1729), монахиня в Ринтелн
- София Елеанора (1663 – 1724)
- Максимилиан Вилхелм (1664 – 1692)
- Антон Гюнтер (1666 – 1744), холандски генерал, губернатор на Лил, Ипер, от 1733 на Хертогенбос
- Ернст Казимир (1668 – 1695), женен за Мария Христина фон Прьозинг цум Щайн († 8 март 1696)
- Карл Густав (*/† 16 февруари 1672)
- Август (Шлезвиг-Холщайн-Зондербург-Бек) (1652 – 1689)
- Фридрих Лудвиг (1653 – 1728), херцог на Шлезвиг-Холщайн-Зондербург-Бек (1719 – 1728), женен 1685 за принцеса Луиза Шарлота фон Шлезвиг-Холщайн-Зондербург-Августенбург (1658 – 1740)
- Ернст Казимир (1668 – 1696).